# Henri Decaë
Henri Decaë (Saint-Denis, 31 juli 1915 - Parijs, 7 maart 1987) was een Frans cameraman.

## Leven en werk

### Opleiding en eerste stappen in de filmwereld
Na het behalen van zijn baccalaureaat schreef Decaë zich in aan de toenmalige École Technique de la Photographie et de Cinéma (de huidige École Louis-Lumière). Hij deed ervaring op als geluidseditor en geluidsingenieur. Tijdens de Tweede Wereldoorlog was hij persfotograaf in het Franse leger. Na de oorlog maakte hij documentaire, commerciële en industriële korte films die hij soms zelf regisseerde.                                  

### Jean-Pierre Melville
Jean-Pierre Melville, in menig opzicht een voorloper van de nouvelle vague, gaf hem zijn eerste opdracht als cameraman van een lange speelfilm: het psychologisch Tweede Wereldoorlogsdrama Le Silence de la mer (1949) naar de gelijknamige verzetsroman van Vercors. Vanaf dan werd Decaë de favoriete cameraregisseur van Melville, samen draaiden ze zeven films. De misdaadfilm Le Cercle rouge (1970), de laatste film die Decaë voor Melville draaide, was de succesrijkste van de reeks.

### Nouvelle vague
Samen met Raoul Coutard stond Decaë mee aan de wieg van de nouvelle vague. Hij nam met Claude Chabrol de eerste vier van diens films op, waaronder Le Beau Serge (1958) en Les Cousins (1959), de eerste twee volwaardige films van de nouvelle vague. Voor Louis Malle fungeerde hij als cameraregisseur voor vijf van diens eerste films, waaronder klassiekers als de misdaadfilm Ascenseur pour l'échafaud (1958) en het schandaal verwekkende Les Amants (1958). Hij was eveneens verantwoordelijk voor de opnames van de veel geroemde tragikomedie Les Quatre Cents Coups (1959), de eerste lange speelfilm van François Truffaut.    

### Andere samenwerkingen
Behalve met de voornoemde cineasten van de nouvelle vague vormde Decaë verscheidene keren team met bekende cineasten als René Clément, Claude Zidi, Gérard Oury en Georges Lautner. Oury deed vijf keer een beroep op Decaë, onder meer voor de drie Louis de Funès-kaskrakers Le Corniaud (1965), La folie des grandeurs (1971) en Les Aventures de Rabbi Jacob (1973). Met Lautner werkte Decaë zeven keer samen en bezorgde hem, samen met hoofdrolspeler Jean-Paul Belmondo, in 1979-1981 de drie belangrijkste commerciële successen uit zijn carrière: Flic ou voyou, Le Guignolo en Le Professionnel. 
In de loop van zijn carrière deelde Decaë nog in het succes van uiteenlopende films als Week-end à Zuydcoote (1964), La Tulipe noire (1964), The Night of the Generals (1967), Le Clan des Siciliens (1969) en Inspecteur la Bavure (1983). 
Hij bracht Franse filmiconen uit de jaren zestig en zeventig zoals Alain Delon (in 9 films), Jean-Paul Belmondo (ook in 9 films), Louis de Funès, Jeanne Moreau en Brigitte Bardot meermaals voorbeeldig in beeld.
Decaë overleed in 1987 op 71-jarige leeftijd.  

## Filmografie
- 1949 - Le Silence de la mer (Jean-Pierre Melville)
- 1950 - Les Enfants terribles (Jean-Pierre Melville)
- 1956 - Bob le flambeur (Jean-Pierre Melville)
- 1957 - S.O.S. Noronha (Georges Rouquier)
- 1958 - Ascenseur pour l'échafaud (Louis Malle)
- 1958 - Le Beau Serge (Claude Chabrol)
- 1958 - Les Amants (Louis Malle)
- 1959 - La Sentence (Jean Valère)
- 1959 - Les Cousins (Claude Chabrol)
- 1959 - Les Quatre Cents Coups (François Truffaut)
- 1959 - Un témoin dans la ville (Edouard Molinaro)
- 1959 - À double tour (Claude Chabrol)
- 1960 - Plein Soleil (René Clément)
- 1960 - Les Bonnes Femmes (Claude Chabrol)
- 1961 - Léon Morin, prêtre (Jean-Pierre Melville)
- 1961 - Che gioia vivere (René Clément)
- 1962 - Vie privée (Louis Malle)
- 1962 - Les Sept péchés capitaux (anthologiefilm, episodes La Paresse van Jean-Luc Godard, La Luxure van Jacques Demy en L'Orgueil van Roger Vadim)
- 1962 - Eva (Joseph Losey)
- 1962 - Les Dimanches de Ville d'Avray (Serge Bourguignon)
- 1963 - Le Jour et l'Heure (René Clément)
- 1963 - L'Aîné des Ferchaux (Jean-Pierre Melville)
- 1964 - La Tulipe noire (Christian-Jaque)
- 1964 - La Ronde (Roger Vadim)
- 1964 - Les Félins (René Clément)
- 1964 - Week-end à Zuydcoote (Henri Verneuil)
- 1965 - Le Corniaud (Gérard Oury)
- 1965 - Viva Maria! (Louis Malle)
- 1966 - Hotel Paradiso (Peter Glenville)
- 1967 - The Night of the Generals (Anatole Litvak)
- 1967 - Le Voleur (Louis Malle)
- 1967 - Le Samouraï (Jean-Pierre Melville)
- 1967 - The Comedians (Peter Glenville)
- 1967 - Diaboliquement vôtre (Julien Duvivier)
- 1969 - Castle Keep (Sydney Pollack)
- 1969 - Le Clan des Siciliens (Henri Verneuil)
- 1970 - The Only Game in Town (George Stevens)
- 1970 - Hello-Goodbye (Jean Negulesco)
- 1970 - Le Cercle rouge (Jean-Pierre Melville)
- 1971 - The Light at the Edge of the World (Kevin Billington)
- 1971 - Jo (Jean Girault)
- 1971 - La folie des grandeurs (Gérard Oury)
- 1973 - Don Juan 73 (Roger Vadim)
- 1973 - Two People (Robert Wise)
- 1973 - Les Aventures de Rabbi Jacob (Gérard Oury)
- 1974 - La Moutarde me monte au nez (Claude Zidi)
- 1975 - Isabelle devant le désir (Jean-Pierre Berckmans)
- 1975 - La Course à l'échalote (Claude Zidi)
- 1975 - Operation Daybreak (Lewis Gilbert)
- 1977 - Bobby Deerfield (Sydney Pollack)
- 1977 - Le Point de mire (Jean-Claude Tramont)
- 1977 - Mort d'un pourri (Georges Lautner)
- 1978 - Ils sont fous ces sorciers (Georges Lautner)
- 1978 - The Boys from Brazil (Franklin J. Schaffner)
- 1979 - Flic ou voyou (Georges Lautner)
- 1980 - Le Guignolo (Georges Lautner)
- 1980 - Le Coup du parapluie (Gérard Oury)
- 1980 - Inspecteur la Bavure (Claude Zidi)
- 1981 - Est-ce bien raisonnable? (Georges Lautner)
- 1981 - Le Professionnel (Georges Lautner)
- 1983 - Exposed (James Toback)
- 1983 - Attention, une femme peut en cacher une autre! (Georges Lautner)
- 1984 - La Vengeance du serpent à plumes (Gérard Oury)

- Biblioteca Nacional de España: XX1046287
- Bibliothèque nationale de France: cb13940370z (data)
- Gemeinsame Normdatei: 137476639
- International Standard Name Identifier: 0000 0001 2101 5744
- Library of Congress Control Number: n87812491
- Nationale Bibliotheek van Tsjechië: xx0170483
- Nationale Bibliotheek van Israël: 987007322363405171
- Système universitaire de documentation: 058113657
- Virtual International Authority File: 56800673
- WorldCat: E39PBJm4PWPvTrK6RB9hWQ4cyd